# Adafroptilum incanum
Adafroptilum incanum is een vlinder uit de familie nachtpauwogen (Saturniidae), onderfamilie Saturniinae.
De wetenschappelijke naam van de soort is voor het eerst geldig gepubliceerd door Sonthonnax in 1899.